# ザ・ファンクス
ザ・ファンクス（The Funks）は、アメリカ合衆国のプロレスのタッグチーム。
兄のドリー・ファンク・ジュニアと弟のテリー・ファンクによる兄弟チームで、日本では1970年代から1980年代にかけて日本プロレスおよび全日本プロレスで活躍した。

## 概要
日本のプロレス界では力道山の時代以来、外国人レスラーはヒール（悪役）とされるのが定番の図式だったが、ファンクスは全日本プロレスに参戦していた1970年代中盤からベビーフェイス（善玉）的な役回りとなり、日本陣営と共闘することも多くなった。そのファンクスが一躍大人気を得たのは、1977年12月に開催された世界オープンタッグ選手権の最終戦、蔵前国技館大会だった。アブドーラ・ザ・ブッチャー&ザ・シークのフォーク攻撃でテリーが右腕を負傷して一時退場するも、兄のドリーがブッチャー組に二人がかりで攻撃されているところに弟のテリーが救出に駆けつけ、反撃のパンチを叩き込むシーンはファンの感動を呼び、日本プロレス史に残る名場面となった。以降、両チームの対戦は全日本プロレスの目玉カードになっていった。
日本では若い女性を中心に大変な人気を得ており、二人を応援しようと女性ファンを中心とした親衛隊も結成され、全日本プロレスのリングサイドにはチアガールまで登場した。
1980年前後には「全日本のエースは馬場・鶴田でなくファンクス。新日本と全日本の人気の差は猪木とファンクスの差」（スタン・ハンセンの自伝での回想より）といわれるほどの人気を博し、1981年に復活したインターナショナル・ヘビー級王座の新王者は馬場でも鶴田でもなくドリーであり、初防衛戦の相手は弟テリーであった。しかしこの頃から新世代のハンセンやブルーザー・ブロディに押されるようになり、1982年の世界最強タッグ決定リーグ戦では、最終戦でハンセン&ブロディのミラクルパワーコンビに叩きのめされて反則勝ちを拾って優勝という屈辱的なシーンも見られた。この衰退の一因にテリーの膝の故障があり、それを理由にテリーは1983年の引退を宣言。1983年8月31日に行われたテリー引退試合はファンクス人気の集大成となった感動的な興行となった。1984年にテリーは現役復帰するが、引退以前のような熱狂的なファンクス人気は戻ってこなかった。
アメリカでは地元のテキサス州アマリロにて、1973年の父ドリー・ファンク・シニアの死去後に同地区のプロモート権を引き継ぎ、1978年までNWAウエスタン・ステーツ・スポーツを主宰していた（同年、ディック・マードックとブラックジャック・マリガンに興行権を売却。1980年にはリッキー・ロメロが買収したが、翌1981年にアマリロ地区は閉鎖された）。
アマリロ地区では日本同様にベビーフェイスだったが、他地区では主にヒールのポジションで活躍。1970年代初頭から1980年代前半にかけてはフロリダ地区（エディ・グラハムのチャンピオンシップ・レスリング・フロム・フロリダ）やジョージア地区（ジム・バーネットのジョージア・チャンピオンシップ・レスリング）において、テキサン対オーキー、カウボーイ対インディアンという図式のもと、ジャック&ジェリーのブリスコ・ブラザーズと兄弟タッグ抗争を展開した。1980年2月3日にはミズーリ州カンザスシティにてマードック&ダスティ・ローデスのテキサス・アウトローズと対戦、反則負けを喫している。
1986年にはWWFでも兄弟タッグを結成。先にWWF入りしていたテリーに合流する形でドリーがホス・ファンクのリングネームで参戦し、ハルク・ホーガン&ジャンクヤード・ドッグやブリティッシュ・ブルドッグスと抗争した。テリーが膝を負傷してWWFを離脱した際は、ドリーがジミー・ジャック・ファンクというレスラーを引き連れて新生ファンクスを組んだこともある。ジミーの正体は、当時ドリーが目をかけていたジェシー・バーである。なお、WWFではカウボーイ・ギミックのヒール・ユニットとして「ダブルクロス・ランチ（裏切り牧場）出身」と紹介されていた。
その後、1990年代はECWやスモーキー・マウンテン・レスリングなどに単発参戦し、1999年11月にはFMWの10周年記念興行に来日。2001年10月には新日本プロレスに初参戦し、東京ドームにて藤波辰爾&ボブ・バックランドと対戦した。2009年には揃ってWWE殿堂に迎えられている。
2013年10月、全日本プロレスへの久々の来日が実現、両国国技館にて渕正信&西村修と対戦した。2023年8月23日にテリーが死去したため、これがファンクスとしての最後の来日となった。

## 略歴
- 1966年8月11日、ボブ・ブラウン&マイク・デビアスを破り、アマリロ版のNWA北米タッグ王座を獲得[12]。ファンク兄弟としての初戴冠[13]。
- 1966年10月30日、フリッツ・フォン・エリック&ワルドー・フォン・エリックを破り、アマリロ版のNWA世界タッグ王座を獲得[14]。
- 1969年2月11日、ドリーがジン・キニスキーを破り、NWA世界ヘビー級王座を獲得[15]。
- 1970年8月、日本プロレス参戦でファンクスとしては日本初登場[16]。ジャイアント馬場&アントニオ猪木のインターナショナル・タッグ王座に挑戦するも敗退[17]。
- 1971年3月30日、ジャック・ブリスコ&ジェリー・ブリスコを破り、NWAフロリダ・タッグ王座を獲得[18]。
- 1971年12月7日、馬場&猪木のBI砲を破り、インターナショナル・タッグ王座を獲得[19][20]。
- 1973年5月24日、ドリーがハーリー・レイスに敗れ、NWA世界ヘビー級王座から陥落[15]。
- 1973年10月、ファンクスとして全日本プロレスに初参戦[21]。
- 1975年12月10日、テリーがジャック・ブリスコを破り、NWA世界ヘビー級王座を獲得[15]。
- 1977年2月6日、テリーがレイスに敗れ、NWA世界ヘビー級王座から陥落[15]。
- 1977年12月15日、アブドーラ・ザ・ブッチャー&ザ・シークを破り、世界オープンタッグ選手権で優勝（反則勝ち）[22]。
- 1978年11月23日、ブリスコ兄弟を破り、NWAジョージア・タッグ王座を獲得[23]。
- 1979年4月6日、インベーダー1号（ホセ・ゴンザレス）&2号（ロベルト・ソト）を破り、WWC世界タッグ王座を獲得[24]。
- 1979年12月13日、ブッチャー&シークを破り、世界最強タッグ決定リーグ戦で優勝（シークからピンフォール勝ち）[25]。
- 1980年1月11日、ツイン・デビルズを破り、ロサンゼルス版のNWA世界タッグ王座を獲得[26]。
- 1980年8月17日、サンアントニオのサウスウエスト・チャンピオンシップ・レスリングにおいて、初代SCW世界タッグ王者チームに認定される[27]。
- 1981年4月30日、ドリーがテリーを挑戦者に迎え、インターナショナル・ヘビー級王座を防衛[28]。
- 1982年1月7日、ブリスコ兄弟を破り、フロリダ版のNWA北米タッグ王座を獲得[29]。
- 1982年12月13日、スタン・ハンセン&ブルーザー・ブロディを破り、世界最強タッグ決定リーグ戦で優勝（反則勝ち）[30]。
- 1983年8月31日、ハンセン&テリー・ゴディ戦でテリー引退、一旦チーム解散。
- 1984年10月26日、セントルイスのキール・オーディトリアムにおけるロード・ウォリアーズ戦でテリー現役復帰、チーム再結成[31]。
- 1986年4月7日、WWFのレッスルマニア2（ロサンゼルス大会）においてジャンクヤード・ドッグ&ティト・サンタナに勝利[32]。ファンクスとして最初で最後のレッスルマニア出場。
- 1990年12月、ファンクスとして最後の世界最強タッグ決定リーグ戦出場。
- 1999年11月23日、FMWの横浜アリーナ大会に参戦。佐々木嘉則&山崎直彦に勝利[33]。
- 2001年10月8日、新日本プロレスの東京ドーム大会にエキシビション参戦。藤波辰爾&ボブ・バックランドと対戦[8]。
- 2009年4月4日、WWE殿堂入り（インダクターはダスティ・ローデス）[9]。
- 2013年10月27日、22年ぶりにファンクスとして全日本プロレスに来日。両国国技館で渕正信&西村修と20分1本勝負で対戦（時間切れ引き分け）[10]。
- 2023年8月23日、テリー・ファンク死去[11]。

## 獲得タイトル
NWAウエスタン・ステーツ・スポーツ
- NWA世界タッグ王座（アマリロ版） : 3回[14]
- NWA北米タッグ王座（アマリロ版） : 2回[12]

NWAハリウッド・レスリング
- NWA世界タッグ王座（ロサンゼルス版） : 1回[26]

チャンピオンシップ・レスリング・フロム・フロリダ
- NWA北米タッグ王座（フロリダ版） : 1回[29]
- NWAフロリダ・タッグ王座 : 1回[18]

ジョージア・チャンピオンシップ・レスリング
- NWAジョージア・タッグ王座 : 1回[23]

ワールド・レスリング・カウンシル
- WWC世界タッグ王座：2回[24]

サウスウエスト・チャンピオンシップ・レスリング
- SCW世界タッグ王座 : 1回[27]

日本プロレス / 全日本プロレス
- インターナショナル・タッグ王座 : 3回[19]
- 世界オープンタッグ選手権優勝 : 1回
- 世界最強タッグ決定リーグ戦優勝 : 2回

ワールド・レスリング・エンターテインメント
- WWE殿堂：2009年度[9]

## 備考
- 日本プロレス参戦時はジャイアント馬場&アントニオ猪木のBI砲と好勝負を展開。馬場&坂口征二の東京タワーズともインターナショナル・タッグ王座を争った。全日本プロレスでは、1977年から1979年にかけてアブドーラ・ザ・ブッチャー&ザ・シーク、1982年からはスタン・ハンセン&ブルーザー・ブロディと抗争を繰り広げたほか、馬場&ジャンボ鶴田の師弟コンビ、ビル・ロビンソン&ホースト・ホフマンの欧州最強コンビ、ニック・ボックウィンクル&ブラックジャック・ランザのAWA代表コンビ、ミル・マスカラス&ドス・カラスのマスカラス・ブラザーズなどと名勝負を残した。
- テリーの現役復帰による再結成以降には、ロード・ウォリアーズ、長州力&谷津嘉章、大巨人コンビとの対戦も実現した。
- 日本では、父のドリー・ファンク・シニア、若手時代にアマリロ地区で活動したハンセンやテッド・デビアス、日本でテリー・ファンクの弟分として売り出されたディック・スレーターらを含めて、ファンク一家と呼ぶこともある。必殺技のスピニング・トー・ホールドは「ファンク一家の伝家の宝刀」と称することもあった。
- 入場テーマ曲のタイトルも必殺技の名称が冠された、日本のロックバンド "クリエイション" 演奏の『スピニング・トー・ホールド』。
- 合体攻撃として、ロープに振ってからのダブル・エルボー・バットがあった。
- 入場時に『テキサス・ラッキー・コイン』というオリジナルのコインを会場に投げ入れていた時期もある。
- フジテレビで放送されていた『笑う犬』シリーズではザ・ファンクスをモデルにした『テリー&ドリー』というコントがあり、テリーを堀内健、ドリーを原田泰造が演じた。